# Рафли
Рафли (др.-рус. рафли) — гадательная книга.

## Основные сведения
Рафли впервые упоминаются в таких письменных памятниках середины XVI века, как «Стоглав» и «Домострой», которые ставят это сочинение в один ряд с другими запрещёнными книгами: «Шестокрылом», «Воронограем», «Аристотелевыми вратами». Примечательно, что «Стоглав» не только накладывает запрет на хранение и пользование Рафлями, но и указывает на причины, приведшие ко введению этого запрета: гадания, которые производились по Рафлям, могли использоваться как с целью введения в заблуждение правосудия путём ложной присяги, так и для моральной поддержки участников судебных поединков, отстаивавших неправое дело. По мнению исследователей, в середине XVI века Рафли пользовались очень большой популярностью; упоминание этой книги вместе с «Шестокрылом» и «Аристотелевыми вратами» даёт основание предполагать, что она пришла на Русь в общем потоке переводных гадательных сочинений, чьё распространение было связано с ересью жидовствующих.

## Способ гадания

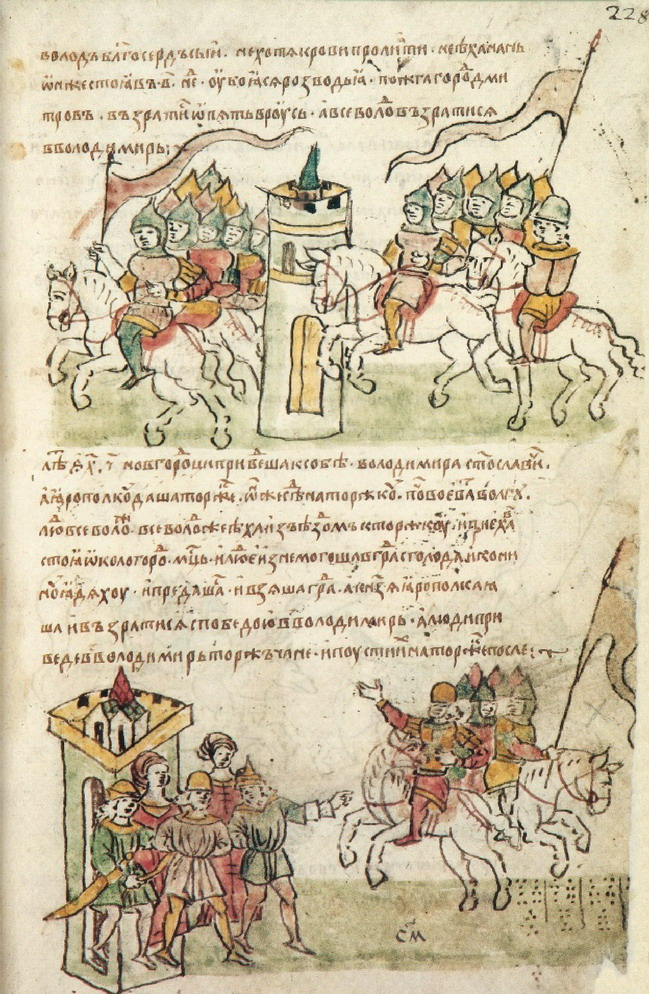
Страница Радзивилловской летописи. Внизу справа видны геомантические фигуры, нанесённые во время гадания по Рафлям.

Гадание по Рафлям заключалось в следующем. Гадающий проставлял не считая шестнадцать рядов точек, после чего определял, чётное или нечетное их количество получилось в каждом ряду. Если количество было чётным, он ставил две точки или черту, если нечётным — одну точку. Четыре ряда таких символов образовывали геомантическую фигуру («израз»). Получив первые четыре «израза», гадающий приступал к составлению второй четвёрки: верхний ярус 1-й фигуры становился верхним ярусом 5-й, верхний ярус 2-й фигуры — вторым ярусом 5-й и т. д. Третья четвёрка образовывалась путём складывания точек в ярусах 1-й и 2-й, 3-й и 4-й фигур и т. д. Если сумма точек в верхних ярусах 1-й и 2-й фигур даёт нечет, то верхний ярус 9-й фигуры — точка, если чёт — то две точки или заменяющая их черта. Из этих фигур получались тем же способом ещё две, 13-я и 14-я, а из них — 15-я. 16-я и последняя фигура выводилась по аналогичному принципу из 15-й и 1-й. Поскольку первые восемь «изразов» писались в одну строку, а производные от них — каждый под той парой, из которой выведен, общий вид развернутого гадания («суда») был весьма характерен. Такой гадательный рисунок имеется, в частности, на полях Радзивилловской летописи, причём известно, что он появился во время создания рукописи (точки слегка расплылись, когда поверх них расцвечивали фон миниатюры).
Проделав описанные выше операции, гадающий обращался к тексту Рафлей. Согласно этому источнику, каждая из шестнадцати фигур имела отношение к стихиям, планетам и зодиакальным созвездиям, а также обладала своим собственным названием: «Путь», «Собор», «Сонм», «Знатьство» (искажённое «нятьство»), «Честь вшедшая», «Честь вышедшая», «Вшедшее имение», «Вышедшее имение», «Вышеглав», «Низоглав», «Юноша», «Вой», «Бел», «Червлёный», «Глава», «Хобот». Значение каждого «израза» истолковывалось в зависимости от порядкового места («дома»), в котором он находился. Первые двенадцать «домов» характеризовали различные стороны жизни (отсюда и их названия: «Душа, живот», «Товар, деньги, люди, слуги», «Брат, сестра», «Отец», «Сын, дочь», «Немочь», «Товарищ, любовник, жёнка» и т. д.), а четыре последних либо давали общую оценку будущего, либо указывали, что всё гадание ложно и его следует повторить. Кроме того, можно было гадать и по какой-либо отдельной фигуре.
Гадание по Рафлям в своём первоначальном варианте бытовало в России вплоть до рубежа XVII—XVIII веков, после чего претерпело существенные изменения. В XIX столетии, как свидетельствует Энциклопедический словарь Брокгауза и Ефрона, Рафли представляли собой уже не книгу, а «изображение круга с цифрами в разных сочетаниях. К цифрам, на которые бросается гадающим шарик или зерно, имеются объяснения, большей частью такого вида: сначала текст из псалма, случай из истории Евангельской — и рядом применительно к жизни толкование; напр. родился Христос в Вифлееме и весь мир обрадовался — так и ты, человек, возрадуйся орудию (делу) своему».